# Campeonato Sudamericano de Natación de 2014
El XL Campeonato Sudamericano de Natación 2014, se celebra en Mar de Plata, Argentina, con eventos en la Ciudad de Buenos Aires. En él se realizaran las competeciones de natación, nado sincronizado, waterpolo, saltos. La competición son clasificatorio para los Juegos Panamericanos de 2015.
Las disciplinas de saltos se llevó en Barquisimeto, Venezuela debido a la falta de interés de las autoridades argentinas.

## Programa deportivo

### Natación
Países participantes
| - Argentina (27) - Bolivia (7) - Brasil (27) | - Chile (11) - Colombia (11) - Ecuador (11) | - Paraguay (10) - Perú (16) - Uruguay (2) - Venezuela (16) |

#### Hombres
| Evento              | Oro                                                                        | Oro            | Plata                                                                                       | Plata      | Bronce                                                                                             | Bronce     |
| ------------------- | -------------------------------------------------------------------------- | -------------- | ------------------------------------------------------------------------------------------- | ---------- | -------------------------------------------------------------------------------------------------- | ---------- |
| 50 m libre          | Federico Grabich Argentina                                                 | 22.78          | Matheus Santana · Brasil                                                                    | 23.16      | Oliver Elliot · Chile                                                                              | 23.20      |
| 100 m libre         | Federico Grabich Argentina                                                 | 49.29          | Matheus Santana · Brasil                                                                    | 50.06      | Benjamin Hockin Paraguay                                                                           | 50.17      |
| 200 m libre         | Benjamin Hockin Paraguay                                                   | 1:48.80        | Federico Grabich Argentina                                                                  | 1:49.13 NR | Miguel Leite Valente · Brasil                                                                      | 1:51.56    |
| 400 m libre         | Miguel Leite Valente · Brasil                                              | 3:52.46        | Martin Naidich Argentina                                                                    | 3:52.70    | Juan Pereyra Argentina                                                                             | 3:56.00    |
| 800 m libre         | Esteban Enderica · Ecuador                                                 | 7:58.23 NR, CR | Martin Naidich Argentina                                                                    | 7:58.70    | Miguel Leite Valente · Brasil                                                                      | 7:59.47    |
| 1500 m libre        | Esteban Enderica · Ecuador                                                 | 15:17.15 CR    | Miguel Leite Valente · Brasil                                                               | 15:17.59   | Martin Naidich Argentina                                                                           | 15:31.07   |
|                     |                                                                            |                |                                                                                             |            | |            |
| 50 m espalda        | Guilherme Guido · Brasil                                                   | 25.46          | Fábio Santi · Brasil                                                                        | 25.56      | Federico Grabich Argentina                                                                         | 25.81      |
| 100 m espalda       | Federico Grabich Argentina                                                 | 55.15          | Fábio Santi · Brasil                                                                        | 55.17      | Fernando Ernesto Santos · Brasil                                                                   | 55.57      |
| 200 m espalda       | Fernando Ernesto Santos · Brasil                                           | 2:00.65        | Matías López Chaparro Paraguay                                                              | 2:02.56    | Charlie Hockin Paraguay                                                                            | 2:04.73    |
|                     |                                                                            |                |                                                                                             |            | |            |
| 50 m pecho          | Felipe França · Brasil                                                     | 27.82          | João Luiz Gomes Júnior · Brasil                                                             | 27.84      | Facundo Miguelena Argentina                                                                        | 28.59      |
| 100 m pecho         | Felipe França · Brasil                                                     | 1:01.26        | João Luiz Gomes Júnior · Brasil                                                             | 1:02.35    | Facundo Miguelena Argentina                                                                        | 1:02.41    |
| 200 m pecho         | Felipe França · Brasil                                                     | 2:13.99 CR     | Thiago Simon · Brasil                                                                       | 2:15.32    | Carlos Mahecha Pinto · Colombia                                                                    | 2:15.37    |
|                     |                                                                            |                |                                                                                             |            | |            |
| 50 m mariposa       | Benjamin Hockin Paraguay                                                   | 24.25          | Guilherme Guido · Brasil                                                                    | 24.27      | Marcos Macedo · Brasil · Marcos Barale · Argentina                                                 | 24.49      |
| 100 m mariposa      | Marcos Macedo · Brasil                                                     | 52.81          | Mauricio Fiol · Perú                                                                        | 53.66      | Esnáider Reales Arrieta · Colombia                                                                 | 53.92      |
| 200 m mariposa      | Mauricio Fiol · Perú                                                       | 2:00.50        | Esnáider Reales Arrieta · Colombia                                                          | 2:00.62    | Gabriel Hernández Carreno · Venezuela                                                              | 2:01.81    |
|                     |                                                                            |                |                                                                                             |            | |            |
| 200 m combinado     | Henrique Rodrigues · Brasil                                                | 2:01.12        | Thiago Simon · Brasil                                                                       | 2:02.05    | Matías López Chaparro Paraguay                                                                     | 2:07.51    |
| 400 m combinado     | Esteban Enderica · Ecuador                                                 | 4:21.91        | Esteban Paz Argentina                                                                       | 4:27.64 NR | Thiago Simon · Brasil                                                                              | 4:28.88    |
|                     |                                                                            |                |                                                                                             |            | |            |
| 4 x 100 m libre     | Argentina Matias Aguilera Guido Buscaglia Joaquín Belza Federico Grabich   | 3:19.77 NR, CR | Brasil · Fernando Ernesto Santos · Matheus Santana · Marcos Macedo · Leonardo Alcover       | 3:20.26    | Paraguay Charles Hockin Matías López Chaparro Carlos Gianotti Benjamin Hockin                      | 3:25.67    |
| 4x200 m. libre      | Argentina Guido Buscaglia Martin Naidich Juan Pereyra Federico Grabich     | 7:25.16 NR, CR | Brasil · Thiago Simon · Miguel Leite Valente · Henrique Rodrigues · Fernando Ernesto Santos | 7:26.68    | Paraguay Benjamin Hockin Matías López Chaparro Maximiliano Abreu Charles Hockin                    | 7:32.67 NR |
| 4 x 100 m combinado | Brasil · Guilherme Guido · Felipe França · Marcos Macedo · Matheus Santana | 3:37.48 CR     | Argentina Federico Grabich Facundo Miguelena Marcos Barale Matias Aguilera                  | 3:40.18 NR | Colombia · Esnáider Reales Arrieta · Carlos Mahecha Pinto · Ángel David Hernández · Julián Shepard | 3:48.73    |
|                     |                                                                            |                |                                                                                             |            | |            |

#### Mujeres
| Evento              | Oro                                                                                | Oro             | Plata                                                                  | Plata      | Bronce                                                                          | Bronce     |
| ------------------- | ---------------------------------------------------------------------------------- | --------------- | ---------------------------------------------------------------------- | ---------- | ------------------------------------------------------------------------------- | ---------- |
| 50 m libre          | Graciele Herrmann · Brasil                                                         | 25.47           | Alessandra Marchioro · Brasil                                          | 26.31      | Aixa Triay Argentina                                                            | 26.42      |
| 100 m libre         | Graciele Herrmann · Brasil                                                         | 55.76           | Larissa Oliveira · Brasil                                              | 55.81      | Aixa Triay Argentina                                                            | 57.22      |
| 200 m libre         | Manuella Lyrio · Brasil                                                            | 2:01.06         | Larissa Oliveira · Brasil                                              | 2:01.61    | Andrea Cedrón · Perú                                                            | 2:03.95    |
| 400 m libre         | Samantha Arévalo · Ecuador                                                         | 4:13.48         | Kristel Köbrich · Chile                                                | 4:14.16    | Cecilia Biagioli Argentina                                                      | 4:14.41    |
| 800 m libre         | Samantha Arévalo · Ecuador                                                         | 8:36.59         | Kristel Köbrich · Chile                                                | 8:38.15    | Cecilia Biagioli Argentina                                                      | 8:38.67    |
| 1500 m libre        | Samantha Arévalo · Ecuador                                                         | 16:23.30 NR, CR | Kristel Köbrich · Chile                                                | 16:31.89   | Cecilia Biagioli Argentina                                                      | 16:35.55   |
|                     |                                                                                    |                 |                                                                        |            |                                                                                 |            |
| 50 m espalda        | Etiene Medeiros · Brasil                                                           | 28.50           | Andrea Berrino Argentina                                               | 29.57      | Natalia de Luccas · Brasil                                                      | 29.79      |
| 100 m espalda       | Etiene Medeiros · Brasil                                                           | 1:01.72         | Natalia de Luccas · Brasil                                             | 1:02.85    | Andrea Berrino Argentina                                                        | 1:03.33    |
| 200 m espalda       | Andrea Berrino Argentina                                                           | 2:13.93 NR, CR  | Florencia Perotti Argentina                                            | 2:16.67    | Natalia de Luccas · Brasil                                                      | 2:18.37    |
|                     |                                                                                    |                 |                                                                        |            |                                                                                 |            |
| 50 m pecho          | Julia Sebastián Argentina                                                          | 31.82 NR, CR    | Macarena Ceballos Argentina                                            | 32.37      | Beatriz Travalon · Brasil                                                       | 32.40      |
| 100 m pecho         | Macarena Ceballos Argentina                                                        | 1:09.83 CR      | Julia Sebastián Argentina                                              | 1:09.87    | Beatriz Travalon · Brasil                                                       | 1:11.88    |
| 200 m pecho         | Julia Sebastián Argentina                                                          | 2:28.25 NR, CR  | Macarena Ceballos Argentina                                            | 2:36.09    | Pâmela de Souza · Brasil                                                        | 2:36.79    |
|                     |                                                                                    |                 |                                                                        |            |                                                                                 |            |
| 50 m mariposa       | Daynara de Paula · Brasil · Daniele de Jesus · Brasil                              | 27.16           | No otorgada                                                            | -          | María Belén Díaz Argentina                                                      | 27.60 NR   |
| 100 m mariposa      | Daynara de Paula · Brasil                                                          | 59.76           | Etiene Medeiros · Brasil                                               | 1:00.13    | María Belén Díaz Argentina                                                      | 1:01.39    |
| 200 m mariposa      | Virginia Bardach Argentina                                                         | 2:15.25         | Julia Gerotto · Brasil                                                 | 2:16.27    | Nathália Almeida · Brasil                                                       | 2:18.49    |
|                     |                                                                                    |                 |                                                                        |            |                                                                                 |            |
| 200 m combinado     | Virginia Bardach Argentina                                                         | 2:15.56 CR      | Florencia Perotti Argentina                                            | 2:18.30    | Samantha Arévalo · Ecuador                                                      | 2:19.40    |
| 400 m combinado     | Virginia Bardach Argentina                                                         | 4:46.62         | Samantha Arévalo · Ecuador                                             | 4:48.68    | Florencia Perotti Argentina                                                     | 4:48.88    |
|                     |                                                                                    |                 |                                                                        |            |                                                                                 |            |
| 4 x 100 m libre     | Brasil · Larissa Oliveira · Graciele Herrmann · Daynara de Paula · Etiene Medeiros | 3:47.40         | Argentina Aixa Triay Andrea Berrino María Belén Díaz Cecilia Biagioli  | 3:51.92    | Perú · Andrea Cedrón · Daniela Miyahara · Alejandra Campos · Jessica Paulista   | 3:56.37    |
| 4x200 m. libre      | Brasil · Larissa Oliveira · Carolina Queiroz · Nathália Almeida · Manuella Lyrio   | 8:14.79         | Argentina Andrea Berrino Virginia Bardach Julia Arino Cecilia Biagioli | 8:21.37 NR | Perú · Jessica Paulista · Alejandra Salinas · Andrea Cedrón · Erika Domin       | 8:34.19 NR |
| 4 x 100 m combinado | Brasil · Etiene Medeiros · Beatriz Travalon · Daynara de Paula · Graciele Herrmann | 4:10.41 CR      | Argentina Andrea Berrino Julia Sebastián María Belén Díaz Aixa Triay   | 4:10.68 NR | Paraguay María Arrua Villagra Sofía López Chaparro Nicole Maidana Karen Riveros | 4:29.17 NR |
|                     |                                                                                    |                 |                                                                        |            |                                                                                 |            |

#### Mixto
| Evento              | Oro                                                                                | Oro            | Plata                                                                   | Plata      | Bronce                                                                                      | Bronce     |
| ------------------- | ---------------------------------------------------------------------------------- | -------------- | ----------------------------------------------------------------------- | ---------- | ------------------------------------------------------------------------------------------- | ---------- |
| 4 x 100 m libre     | Brasil · Leonardo Alcover · Graciele Herrmann · Larissa Oliveira · Matheus Santana | 3:33.01 CR     | Argentina Matias Aguilera María Belén Díaz Aixa Triay Federico Grabich  | 3:33.25 NR | Perú · Paul Villacres · Andrea Cedrón · Jessica Paulista · Mauricio Fiol                    | 3:42.39 NR |
| 4 x 100 m combinado | Brasil · Etiene Medeiros · Felipe França · Daynara de Paula · Matheus Santana      | 3:52.65 SA, CR | Argentina Andrea Berrino Julia Sebastián Marcos Barale Federico Grabich | 3:54.76    | Colombia · María Quintero Sosa · Carlos Mahecha Pinto · Ana María Quintero · Julián Shepard | 4:04.40 NR |
|                     |                                                                                    |                |                                                                         |            |                                                                                             |            |

- NR Récord nacional para su país.
- CR Récord de la historia del campeonato.
- SA Récord sudamericano.

### Nado sincronizado
En este Campeonato Sudamericano se realizaron cuatro eventos de nado sincronizado, sin embargo, solamente dos (dúo y equipo) son disciplinas presentes en el programa de los Juegos Panamericanos.
En dúos, los dúos ubicados ente la primera y quinta posición clasificaron para los Juegos Panamericanos. Mientras tanto, en la competencia por equipos, clasificaron a la cita panamericana los primeros tres.
| Evento  | Oro | Plata | Bronce |
| ------- | --- | --- | --- |
| Solo    | Maria Clara Coutinho · Brasil · 159.8303 | Etel Sánchez Argentina 159.7400 | Jennifer Cerquera · Colombia · 153.5840 |
| Dúo     | Luisa Borges · Maria Eduarda Miccuci · Brasil · 162.3184 | Etel Sánchez Sofía Sánchez Argentina 161.7200                                                                                          | Estefanía Álvarez · Mónica Estrada · Colombia · 152.0331 |
| Equipos | Brasil · Maria Bruno · Maria Clara Coutinho · Juliana Damico · Beatriz Feres · Branca Feres · Lorena Molinos · Pamela Nogueira · Giovana Stephan · 164.1375 | Argentina Camila Arregui Lucía Diaz Sofía Ferrer Ana Victoria Fernández Brenda Moller Etel Sánchez Sofía Sánchez Lucina Simón 160.3758 | Colombia · Estefanía Álvarez · Jennifer Cerquera · Mónica Estrada · Viviana Fernández · Zully López · Daniela Posada · Jessica Roldan · Jhoselyne Taborda · 153.4841 |

- La puntuación reflejada abajo de cada atleta o equipo medallista es la suma de los puntos obtenidos en la rutina técnica y la rutina libre.

| Evento                 | Oro | Plata | Bronce |
| ---------------------- | --- | --- | --- |
| Rutina libre combinada | Brasil · Maria Bruno · Maria Clara Coutinho · Juliana Damico · Beatriz Feres · Branca Feres · Jessica Gonçalvez · Priscilla Japiassu · Lorena Molinos · Pamela Nogueira · Giovana Stephan · 83.9667 | Argentina Camila Arregui Sofía Boasso Lucía Díaz Sofía Eliceche Ana Victoria Fernandez Sofía Ferrer Brenda Moller Etel Sánchez Sofía Sánchez Lucina Simón 80.3333 | Colombia · Estefanía Álvarez · Jhossely Bonis · Jennifer Cerquera · Mónica Estrada · Viviana Fernández · Zully López · Ingrid Ortiz · Daniela Posada · Jessica Roldan · Jhoselyne Taborda · 77.6000 |

#### Clasificación para los Juegos Panamericanos 2015
| Nación    | Plazas             |
| --------- | ------------------ |
| Argentina | Dúos y equipo      |
| Brasil    | Dúos y equipo      |
| Colombia  | Dúos y equipo      |
| Chile     | Solo en dúos       |
| Venezuela | Solo en dúos       |
| TOTAL     | 8 plazas asignadas |

### Waterpolo
Los equipos que finalizaron en las tres primeras posiciones clasificaron a los Juegos Panamericanos de 2015, a realizarse en Toronto, Canadá.
Países participantes
| - Argentina (26) - Brasil (26) - Chile (26) - Colombia (13) | - Ecuador (13) - Perú (13) - Uruguay (26) - Venezuela (26) |

Resultados
| Evento            | Oro    | Plata     | Bronce    |
| ----------------- | ------ | --------- | --------- |
| Masculino Detalle | Brasil | Argentina | Venezuela |
| Femenino Detalle  | Brasil | Venezuela | Argentina |

#### Clasificación para los Juegos Panamericanos 2015
| Nación    | Plazas                      |
| --------- | --------------------------- |
| Argentina | Torneo masculino y femenino |
| Brasil    | Torneo masculino y femenino |
| Venezuela | Torneo masculino y femenino |
| TOTAL     | 6 plazas asignadas          |

### Saltos
La disciplina de saltos se lleva a cabo en Barquisimeto, Venezuela, del 5 al 9 de noviembre de 2014.

#### Países participantes
| - Argentina (1) - Brasil (4) - Chile (5) - Colombia (10) | - Ecuador (1) - Perú (8) - Venezuela (10) |

#### Calendario
| Fecha de evento | Día de evento  | Detalles                                                                                 |
| --------------- | -------------- | ---------------------------------------------------------------------------------------- |
| Miércoles       | 5 de noviembre | Trampolín 3 metros masculino Trampolín 3 metros femenino                                 |
| Jueves          | 6 de noviembre | Trampolín 1 metro femenino Plataforma masculino Trampolín 3 metros sincronizado femenino |
| Viernes         | 7 de noviembre | Trampolín 1 metro masculino Plataforma femenino Trampolín 3 metros sincronizado          |
| Sábado          | 8 de noviembre | Plataforma sincronizado masculino Plataforma sincronizado femenino                       |

#### Resultados

##### Hombres
| Evento                      | Oro                                          | Plata                                    | Bronce                                    |
| --------------------------- | -------------------------------------------- | ---------------------------------------- | ----------------------------------------- |
| Trampolín 1 m.              | Emilio Colmenarez · Venezuela                | Alejandro Arias · Colombia               | Jesús Liranzo · Venezuela                 |
| Trampolín 3 m.              | Alfredo Colmenarez · Venezuela               | Alejandro Arias · Colombia               | Miguel Reyes · Colombia                   |
| Plataforma                  | Robert Páez · Venezuela                      | Kevin García · Colombia                  | Erick Caicedo · Colombia                  |
| Trampolín 3 m. sincronizado | Edickson Contreras · Robert Páez · Venezuela | Donato Neglia · Diego Carquin · Chile    | Miguel Reyes · Alejandro Arias · Colombia |
| Plataforma sincronizado     | Erick Caicedo · Estyben Caicedo · Colombia   | Robert Páez · Freddy Sánchez · Venezuela | Luis Outerelo · Ian Matos · Brasil        |

##### Mujeres
| Evento                      | Oro                                            | Plata                                         | Bronce                                  |
| --------------------------- | ---------------------------------------------- | --------------------------------------------- | --------------------------------------- |
| Trampolín 1 m.              | María Betancourt · Venezuela                   | Manuela Ríos · Colombia                       | Elizabeth Pérez · Venezuela             |
| Trampolín 3 m.              | María Betancourt · Venezuela                   | Sara Bedoya · Colombia                        | Tammy Galera · Brasil                   |
| Plataforma                  | María Betancourt · Venezuela                   | Lisette Ramírez · Venezuela                   | Sara Pérez · Colombia                   |
| Trampolín 3 m. sincronizado | Sara Bedoya · Manuela Ríos · Colombia          | Lisette Ramírez · Elizabeth Pérez · Venezuela | Tammy Galera · Ingrid Oliveira · Brasil |
| Plataforma sincronizado     | María Betancourt · Lisette Ramírez · Venezuela | Sara Pérez · Isabel Pérez · Colombia          | No fue otorgada                         |

### Aguas abiertas
Las competiciones de aguas abiertas (maratón) de este Campeonato Sudamericano se realizarán en Buenos Aires en febrero de 2015.

#### Masculino
| Evento | Oro                                   | Plata                                               | Bronce                           |
| ------ | ------------------------------------- | --------------------------------------------------- | -------------------------------- |
| 5 km.  | Johndry Segovia · Venezuela · 1:04.30 | Luis Fernando Bolaños Zuloaga · Venezuela · 1:05.11 | Joaquín Moreno Argentina 1:07.12 |
| 10 km. | Alan Lopes · Brasil                   | Diogo Andrade · Brasil                              | Esteban Enderica · Ecuador       |

#### Femenino
| Evento | Oro                                  | Plata                                             | Bronce                                   |
| ------ | ------------------------------------ | ------------------------------------------------- | ---------------------------------------- |
| 5 km.  | Gabriela Cordeiro · Brasil · 1:10.04 | Viviane Junglubut Eichelberger · Brasil · 1:10.08 | Karelis del Carmen · Venezuela · 1:10.17 |
| 10 km. | Kristel Köbrich · Chile              | Cecilia Biagioli Argentina                        | Samantha Arévalo · Ecuador               |

#### Mixto
Los equipos estuvieron conformados por tres nadadores: 2 hombres y 1 mujer.
| Evento           | Oro                                                                  | Plata                                                             | Bronce                                                                       |
| ---------------- | -------------------------------------------------------------------- | ----------------------------------------------------------------- | ---------------------------------------------------------------------------- |
| Por equipos 3 km | Argentina Guillermo Bertola Martín Carrizo Cecilia Biagioli 33:19.94 | Brasil · Diogo Andrade · Alan Lopes · Carloina Queiroz · 34:15.56 | Ecuador · Esteban Enderica · Santiago Enderica · Samantha Arévalo · 34:43.13 |

## Medallero
A continuación, el siguiente medallero adjunta los resultados de todas las disciplinas de este Campeonato Sudamericano.
| Núm. | País      | Oro | Plata | Bronce | Total |
| ---- | --------- | --- | ----- | ------ | ----- |
| 1    | Brasil    | 30  | 21    | 14     | 65    |
| 2    | Argentina | 13  | 23    | 17     | 53    |
| 3    | Venezuela | 9   | 5     | 5      | 19    |
| 4    | Ecuador   | 6   | 1     | 4      | 11    |
| 5    | Colombia  | 2   | 7     | 12     | 21    |
| 6    | Paraguay  | 2   | 1     | 6      | 9     |
| 7    | Chile     | 1   | 4     | 1      | 6     |
| 8    | Perú      | 1   | 1     | 4      | 6     |

- País local resaltado.
- Bolivia y  Uruguay no obtuvieron ninguna medalla.

## Controversias

### Falta de interés para llevar a cabo la disciplina de Clavados
Dos meses antes de que empiece el Campeonato Sudamericano, la Confederación Argentina de Deportes Acuáticos (CADDA) decidió renunciar a la organización de la disciplina por falta de interés, pese a que en el Ente Municipal de Deportes y Recreación de Mar del Plata (donde se llevó a cabo el Campeonato) tiene la infraestructura para desarrollar el deporte.
Finalmente, la Federación Venezolana de Deportes Acuáticos, que era la sede suplente, decidió albergar la disciplina.